# Scorch
Scorch est un groupe de fusion metal hardcore français, originaire de Montpellier. Le groupe se forge une solide expérience scénique avec plus de 150 concerts un peu partout en France, ainsi qu’en Belgique, et en République tchèque.

## Biographie
Scorch est formé en 1996 à Montpellier à l'initiative du chanteur Sylvain Sberna et du guitariste Valérian. 
La formation du groupe reste instable pendant plusieurs années, mais ce n'est qu'après quelques démos que Scorch se stabilise et publie un premier album studio, intitulé Silence, en septembre 2003. Le groupe entre en studio en mi-2004 pour l'enregistrement d'un EP. L'EP quatre titres, l'homonyme Scorch, qui annonce un deuxième album studio, est terminé à la fin de 2004 et annoncé pour février 2005. Il est finalement publié le 8 mars 2005. Ce même mois, un concours est organisé pour remporter des EP du groupe. Ils jouent ensuite au Rockstore de Montpellier le 18 juin 2005, et sont nommés pour les sélections du Printemps de Bourges organisés le 4 décembre 2005 à la salle victoire 2. 
À la fin de décembre 2006, le groupe annonce un deuxième album, À genoux pour le 9 mars 2006. Une vidéo de l'enregistrement ainsi qu'un titre sont mis en ligne sur le site web du groupe. Le 12 janvier 2007, ils mettent en ligne une bande-annonce de leur album. Il sort en mars 2007. À cette période, le groupe partage l’affiche avec, notamment, Lofofora, Eths, Watcha, Psykup, Punish Yourself ou Black Bomb Ä. Le 11 juin 2009, ils jouent un concert soutien à leur label Mumurlement au Rockstore de Montpellier. 

## Style musical
Selon le batteur Julien, les goûts musicaux des membres du groupe divergent entre électro, hip-hop et divers genres dérivés de heavy metal. Ils citent System of a Down, Mudvayne, Gojira, Assassin, Ezekiel, Sepultura et Sybreed comme leurs principales influences. Le groupe qualifie son style musical de « fusion metal hardcore ».

## Membres

### Membres actuels
- Sylvain Sberna - chant (depuis 1996)
- Baptiste Canchon - guitare
- Laurent Huguet - basse (depuis 2001)
- Julien Grégoire - batterie (depuis 2001)

### Anciens membres
- Valérian - guitare, Pascal Martinez (Kalou) Batterie.